# Hermann Ehrenlechner
Hermann Ehrenlechner (* 9. Mai 1865 in Straža (dt. Straffa), Netretić in Kroatien; † 1943 in Dresden) war ein deutscher Goldschmied.

## Leben
Hermann Ehrenlechner absolvierte in Graz eine Goldschmiedelehre. Anschließend besuchte er die Kunstgewerbeschulen in München, Pforzheim und Berlin. Ab 1898 war Ehrenlechner in Berlin selbständig tätig. 1902 ließ er sich auf Veranlassung von Karl Groß in Dresden nieder. Hermann Ehrenlechner war Mitglied des Deutschen Werkbundes und bereits ab 1906 Leiter der „Neuen Werkbundgruppe für Goldschmiedekunst“. Er war ebenfalls Mitglied im Dresdner Kunstgewerbeverein.
Hermann Ehrenlechner gestaltete Schmuck nach eigenen Entwürfen und teilweise auch nach Entwürfen von Karl Groß und von Richard Riemerschmid. Ehrenlechner entwickelte einen eigenen Stil unter Verwendung eines behutsamen Floralismus, ganz im Sinne des hohen Stilempfindens der Berliner und Münchner Goldschmiede dieser Zeit.
Ehrenlechner erhielt an der Dritten Deutschen Kunstgewerbeausstellung Dresden 1906 die Goldmedaille für die Umsetzung eines Tafelaufsatzes für die Stadt Dresden, dem sogenannten „Tulpenbaum“, nach einem Entwurf von Karl Groß. Ehrenlechner gestaltete u. a. auch Arbeiten für den Dresdner Ratsschatz, für die Dresdner Kaufmannschaft und Silbergerät für das Offizierskasino des Panzerkreuzers Dresden. Ehrenlechner unterrichtete als freier Dozent an der Kunstgewerbeschule Dresden, lehnte jedoch das Angebot einer festen Anstellung ab.
Seine beiden Töchter Paula und Marietta und seine drei Söhne Hans, Hermann und Fritz waren alle ebenfalls als Goldschmiede tätig und arbeiteten in der Firma des Vaters mit. Das Wohnhaus und die Werkstatt lag an der Löscherstraße 5, welches im Zweiten Weltkrieg zerstört wurde. Die Söhne führten das Geschäft nach dem Zweiten Weltkrieg weiter. Später wurde eine Auftrennung in die Firmen „Hans Ehrenlechner“ und „Hermann und Fritz Ehrenlechner“ vorgenommen.